# Phytomyza malaisei
Phytomyza malaisei este o specie de muște din genul Phytomyza, familia Agromyzidae, descrisă de Zlobin în anul 2002.
Este endemică în Myanmar. Conform Catalogue of Life specia Phytomyza malaisei nu are subspecii cunoscute.